# 성봉
성봉(成封, ? ~ ?)은 후한 초기의 유학자이자 관료이다.

## 행적
장제는 시중(侍中) 정홍·광평왕과 태상 누망·소부 성봉·둔기교위 환욱·위사령 가규 등의 유학자들을 북궁의 백호관(白虎觀) 불러들여 《오경》에 대하여 논의하게 하였다. 질문은 오관중랑장(五官中郞將) 위응을 통하여 내리고, 답변은 시중 순우공이 정리하여 올리게 하였는데, 정홍이 가장 명쾌하게 논하니 유학자들이 칭송하였다. 건초 연간의 일이었다.
성봉이 소부에서 물러난 후, 정홍이 후임으로 임명되었다.

## 출전
- 진종 外, 《동관한기》 [범엽, 《후한서》 권37 환영정홍열전 이현주에 인용]
- 범엽, 《후한서》 권37 환영정홍열전